# 임정호
임정호(林正鎬, 1990년 4월 16일 ~ )는 KBO 리그 NC 다이노스의 투수이다.

## NC 다이노스시절
2013년에 입단했다.

### 2015년
3월 28일 두산전에서 구원 등판하며 데뷔 첫 경기를 치렀고, 경기에서 패전 투수가 됐다.
시즌 80경기에 등판해 48이닝, 1승 2패, 14홀드, 3점대 평균자책점을 기록했다. 시즌 최다 출장 투수가 됐다.

#### 2015년 플레이오프
4경기에서 2이닝 1피안타, 1볼넷, 4탈삼진 무실점을 기록했다.
| 방어율 | 경기수 | 승 | 패 | 세이브 | 홀드 | 완투 | 완봉 | 이닝 | 피안타 | 피홈런 | 볼넷 | 사구 | 삼진 | 실점 | 자책 | 비고 |
| ------ | ------ | -- | -- | ------ | ---- | ---- | ---- | ---- | ------ | ------ | ---- | ---- | ---- | ---- | ---- | ---- |
| 0.00   | 4      | 0  | 0  | 0      | 0    | 0    | 0    | 2    | 1      | 0      | 1    | 0    | 4    | 0    | 0    |      |

### 2016년
시즌 42경기에 등판해 1승 1패, 7홀드, 1세이브, 5점대 평균자책점을 기록했다.

### 2017년
시즌 59경기에 등판해 1승. 7홀드, 4점대 평균자책점을 기록했다.

## 상무 야구단시절
2018년에 입단했다. 2019년에 2승 1패, 17홀드, 평균자책점 1.55를 기록했다. 9월 17일에 전역했다.

## NC 다이노스복귀

### 2019년
9월 18일에 엔트리에 등록됐고, 9월 19일 LG 트윈스와의 경기에 출전하며 복귀전을 치렀다. 경기에서 2이닝 무피안타, 3탈삼진, 무실점을 기록했다.
시즌 6경기에 등판해 4.2이닝 1패, 6탈삼진, 2볼넷, 3점대 평균자책점을 기록했다.

### 2020년
주로 좌타자 상대 원 포인트 릴리프로 등판했다. 강윤구의 부진으로 상대적으로 많은 이닝을 던졌다.
시즌 69경기에 등판해 41이닝 2승 2패, 22홀드, 4점대 평균자책점, 38탈삼진을 기록했다. LG 트윈스의 진해수와 함께 홀드 공동 3위를 기록했다.

#### 2020년 한국시리즈
5경기에 등판해 1.2이닝 2탈삼진, 2볼넷, 2사구, 3실점을 기록했다. 첫 경기에서 호투했으나 이후 4경기에서는 부진했다.
| 평균자책점 | 경기 | 완투 | 완봉 | 승 | 패 | 세 | 홀 | 이닝 | 피안타 | 피홈런 | 볼넷 | 사구 | 삼진 | 실점 | 자책점 |
| ---------- | ---- | ---- | ---- | -- | -- | -- | -- | ---- | ------ | ------ | ---- | ---- | ---- | ---- | ------ |
| 16.20      | 5    | 0    | 0    | 0  | 0  | 0  | 1  | 1.2  | 1      | 0      | 2    | 2    | 2    | 3    | 3      |

### 2021년 시즌
시즌 60경기에 등판해 34.2이닝 4점대 평균자책점, 4패, 12홀드, 24탈삼진을 기록했다.

### 2022년 시즌
개막 후 부상이 겹치면서 부진했다. 5월 2일에 1군 엔트리에서 말소됐고, 7월 10일에 1군 엔트리에 다시 등록됐다.
7월 22일 LG 트윈스와의 경기에서 1이닝 무실점, 3탈삼진을 기록하며 승리 투수가 됐다. 7월 28일 KIA 타이거즈와의 경기에서 0.2이닝 2탈삼진, 무실점을 기록하며 시즌 첫 홀드를 기록했다.
시즌 33경기에 등판해 25이닝 3점대 평균자책점, 1승 2패, 6홀드, 30탈삼진을 기록했다.

### 2023년 시즌
2023년 시즌 65경기 출장해 50이닝 4승 4패 15홀드 49탈삼진 평균자책점 4.68을 기록했다.

### 2024년 시즌
3~4월에 15경기 출장해 12이닝 1승 1패 4홀드 10탈삼진 평균자책점 3.00으로 준수한 모습을 보여줬다. 하지만, 5월 1일 왼쪽 팔꿈치 통증으로 1군에서 말소됐다. 5월 17일에 복귀했으나, 전반기 내내 부진한 모습을 보여줬다. 전반기 33경기 출장해 25이닝 1승 2패 2세이브 5홀드 23탈삼진 평균자책점 5.04를 기록했다.
후반기 32경기 출장해 40이닝 4패 4홀드 23탈삼진 평균자책점 3.90을 기록했다.
2024년 65경기 출장해 55이닝 1승 6패 2세이브 9홀드 46탈삼진 평균자책점 4.42를 기록했다. 데뷔 이후 가장 많은 이닝을 소화하면서 NC 다이노스의 주력 불펜으로 활약했다.

### 2025년 시즌
2024년 시즌 종료 후 FA를 선언했다. 2024년 11월 28일 계약기간 3년 12억에 NC 다이노스에 잔류했다.

## 출신 학교
- 서울 성동초등학교
- 잠신중학교
- 신일고등학교
- 성균관대학교

## 통산 기록
| 연도 | 팀명  | 평균자책점 | 경기 | 완투 | 완봉 | 승 | 패 | 세 | 홀 | 승률  | 타자 | 이닝 | 피안타 | 피홈런 | 볼넷 | 사구 | 탈삼진 | 실점 | 자책점 |
| ---- | ----- | ---------- | ---- | ---- | ---- | -- | -- | -- | -- | ----- | ---- | ---- | ------ | ------ | ---- | ---- | ------ | ---- | ------ |
| 2015 | NC    | 3.75       | 80   | 0    | 0    | 1  | 2  | 0  | 14 | 0.333 | 200  | 48   | 31     | 2      | 27   | 5    | 54     | 21   | 20     |
| 2016 | NC    | 5.40       | 42   | 0    | 0    | 1  | 1  | 1  | 7  | 0.500 | 111  | 23⅓  | 25     | 0      | 11   | 6    | 29     | 17   | 14     |
| 2017 | NC    | 4.45       | 59   | 0    | 0    | 1  | 0  | 0  | 7  | 1.000 | 134  | 30⅓  | 30     | 3      | 14   | 2    | 33     | 19   | 15     |
| 2019 | NC    | 3.86       | 6    | 0    | 0    | 0  | 1  | 0  | 0  | 0.000 | 19   | 4⅔   | 3      | 0      | 2    | 0    | 6      | 2    | 2      |
| 2020 | NC    | 4.61       | 69   | 0    | 0    | 2  | 2  | 0  | 22 | 0.500 | 175  | 41   | 32     | 3      | 20   | 7    | 38     | 23   | 21     |
| 2021 | NC    | 4.15       | 60   | 0    | 0    | 0  | 4  | 0  | 12 | 0.000 | 165  | 34⅔  | 37     | 2      | 25   | 3    | 24     | 20   | 16     |
| 2022 | NC    | 3.24       | 33   | 0    | 0    | 1  | 2  | 0  | 6  | 0.333 | 104  | 25   | 21     | 1      | 7    | 2    | 30     | 11   | 9      |
| 2023 | NC    | 4.68       | 65   | 0    | 0    | 4  | 4  | 0  | 15 | 0.500 | 216  | 50   | 51     | 3      | 17   | 4    | 49     | 30   | 26     |
| 2024 | NC    | 4.42       | 65   | 0    | 0    | 1  | 6  | 2  | 9  | 0.143 | 243  | 55   | 54     | 3      | 25   | 3    | 46     | 32   | 27     |
| 통산 | 9시즌 | 4.33       | 479  | 0    | 0    | 11 | 22 | 3  | 92 | 0.333 | 1367 | 312  | 284    | 17     | 148  | 32   | 309    | 175  | 150    |

- 빨간 글씨는 한국 프로야구 역사상 최고 기록
- 굵은 글씨는 해당 시즌 최고 기록